# Johannes van Spengen
Johannes Jacobus van Spengen (20 de fevereiro de 1887 — 9 de junho de 1936) foi um ciclista holandês. Representou os Países Baixos competindo em cinco provas do ciclismo de pista nos Jogos Olímpicos de Verão de 1908 em Londres.